# International Institute for Industrial Environmental Economics
International Institute for Industrial Environmental Economics (IIIEE), eller officiellt Internationella Miljöinstitutet, är en stiftelse inrättad efter beslut i Sveriges riksdag 1994, och agerar som ett forsknings- och utbildningsinstitut särskilt inriktat på industriell miljöekonomi. Institutet är knutet till Lunds universitet, och bedriver sin verksamhet i försäkringsbolaget Skånska Brands tidigare lokaler, bredvid Lundagård mitt i Lund. Grundare var Professor Karl Lidgren.

## Forskning och utbildning
Forskningen vid IIIEE har bland annat tagit upp teman inom hållbar produktion, miljömärkning, miljövarudeklarationer, klimatfrågor, hållbar turism, miljöledningssystem, energifrågor och hållbart byggande.
Institutet bedriver två masterutbildningar:
- Master of Environmental Management and Policy
- Master of Environmental Sciences, Policy and Management, en Erasmus Mundus-utbildning [2]

Efter tio års verksamhet hade mer än 350 studenter från närmare 80 länder genomgått utbildningen, och det finns en alumniförening för utexaminerade. Institutet har förutom internationellt erkänd forskning och utbildning också resultatinriktade samarbeten utanför högskolevärlden.